# 银恩乡
银恩乡，是中华人民共和国四川省甘孜藏族自治州道孚县下辖的一个乡镇级行政单位。

## 行政区划
银恩乡下辖以下地区：
沙玛尔科村、却哇鲁科村、脚窝村和呷郎村。